# Muzyka niezależna

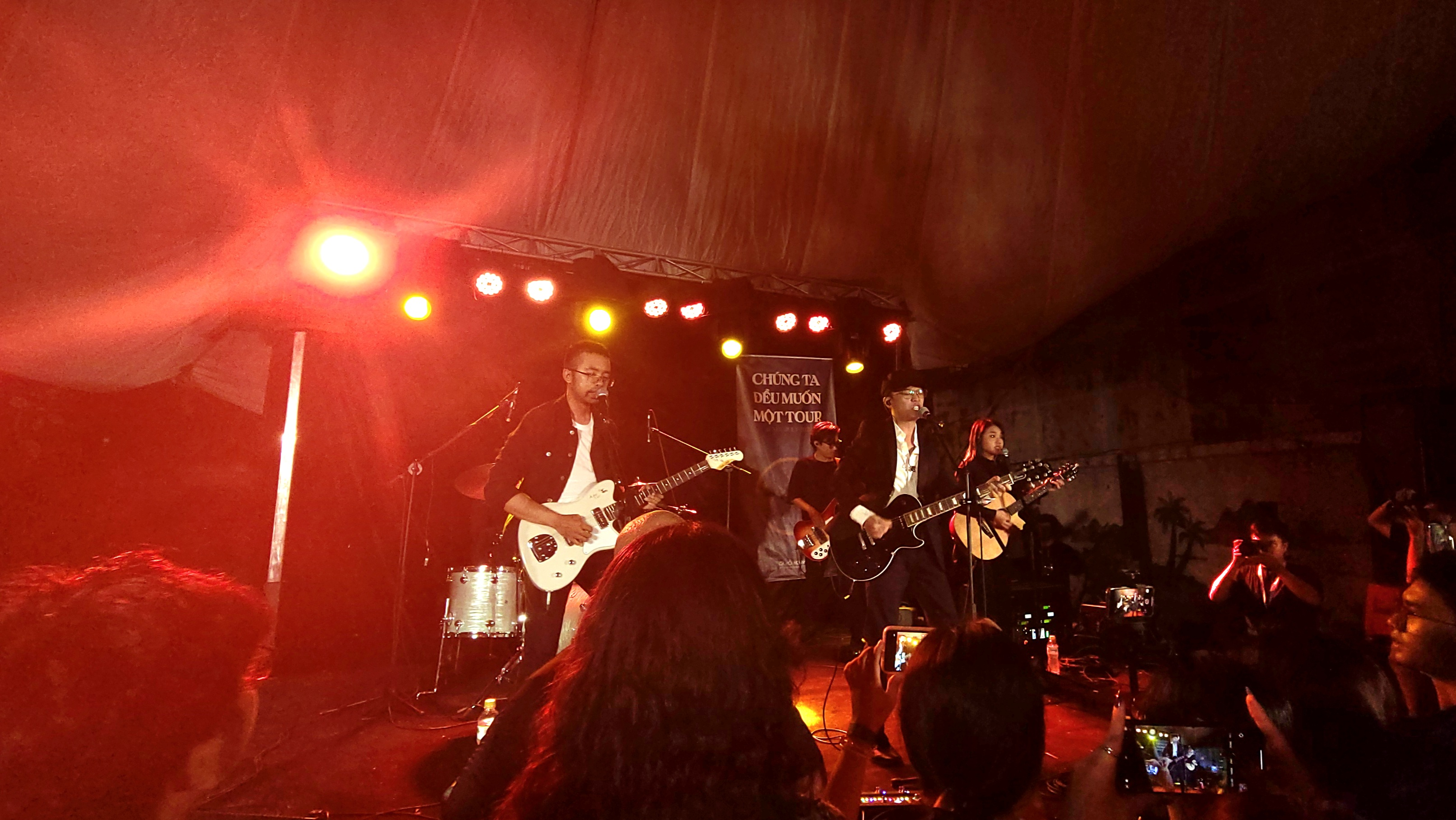
Cá Hồi Hoang

Muzyka alternatywna lub niezależna (często określana jako muzyka indie, od ang. independent – niezależny) – muzyka produkowana niezależnie od komercyjnych wytwórni płytowych oraz proces, który może obejmować samodzielne podejście do nagrywania i publikowania. Głównym celem tego typu muzyki jest dostarczanie odbiorcom walorów estetycznych i przekazywanie głębszych treści w tekstach. Piosenki zaliczane do tego gatunku nie są tworzone z myślą o wielkim sukcesie komercyjnym.  
Termin indie jest czasem używany do opisu gatunku (takiego jak indie rock i indie pop), a jako termin gatunkowy, „indie” może obejmować też muzykę, która nie jest produkowana niezależnie.
Do grona artystów wykonujących muzykę alternatywną zaliczani są muzycy, którzy tworzą w wielu gatunkach i stylach muzycznych. To między innymi rock alternatywny, muzyka elektroniczna czy rap. Ich utwory często nie należą do tych  mainstreamowych, czyli głównego nurtu. Mimo iż jej tworzeniem zajmują się również bardzo znani muzycy to piosenki tego typu są słabo promowane przez stacje radiowe i telewizyjne.
Pod koniec XX wieku termin „alternatywny" w odniesieniu do muzyki zaczął być rozumiany, jako przeciwwaga dla utworów promowanych przez główne stacje radiowe i telewizyjne. 
Twórcy muzyki alternatywnej, często tworzą w gatunkach niszowych i już w założeniu piosenki te są adresowane do zawężonego grona odbiorców.  
W Polsce od 2016 na Krajowym Festiwalu Piosenki Polskiej w Opolu odbywa się koncert pt. „Scena alternatywna”, promujący tego typu muzykę, który czwartego - ostatniego dnia kończy wydarzenie.